# 岐阜県立揖斐高等学校中部分校
岐阜県立揖斐高等学校中部分校（ぎふけんりついびこうとうがっこう　ちゅうぶぶんこう）とは、かつて岐阜県揖斐郡揖斐町（現・揖斐川町）にあった公立の高等学校の分校。

## 概要
- 揖斐高等学校の定時制の分校であった。1949年時点の生徒数は、農業科37名、家庭科24名。
- 1948年、岐阜県立揖斐農林学校が岐阜県立揖斐農林高等学校に改称、学区制実施に伴い総合制高等学校に改組されたさい、旧・揖斐郡中部青年学校の生徒のために設置された。設置者が定まっていなかった[注釈 2]こともあり、運営費は農場の売り上げを充てていた[1]。本校に近いこともあり、わずか3年で廃校となった。
- 跡地は揖斐川町立揖斐川中学校となっている。

## 沿革
- 1948年（昭和23年）
  - 4月1日 - 岐阜県立揖斐農林高等学校中部分校として開校。夜間定時制の農業科、家庭科を設置。校舎は旧・中部青年学校の校舎を使用する。
  - 4月15日 - 仮入学式を行う。中部分校の生徒は女子のみであり、男子は本校に通学する。
  - 7月4日 - 授業を開始。
  - 11月24日 - 設置が認可される。男女共学となる。
  - 8月23日 - 岐阜県立揖斐高等学校中部分校に改称する。
- 1951年（昭和26年）4月1日 - 廃校。廃校時の生徒は被服科4名。生徒は本校に新設された定時制農業科、被服科に転入する。